# Monferrato (streek)
Monferrato (Piëmontees: Monfrà) is een landstreek in de provincies Asti en Alessandria, regio Piëmont in Italië. Het was vroeger een markgraafschap en een hertogdom.

## Economie
Monferrato is een belangrijke wijnstreek in Italië, vooral op het gebied van rode en mousserende wijnen.
Naast wijnbouw zijn ook landbouw (noten en fruit), veeteelt (vlees en kaas), gastronomie (truffels) en toerisme bronnen van inkomsten.

## Geschiedenis
In vogelvlucht en jaartallen van 967 tot 1708:
- 967 : Monferrato wordt door keizer Otto I tot markgraafschap verheven.
- 1305 : na het overlijden van de laatste markgraaf uit het huis der Aleramiden, Johan I van Monferrato, komt het markgraafschap aan het huis der Palaiologen
- 1533 : de Habsburgers uit Spanje bezetten Monferrato
- 1536 : het huis Gonzaga komt op de troon van Monferrato
- 1574 : de markgraven uit het huis Gonzaga zijn voortaan hertogen van Monferrato
- 1631 : na de Mantuaanse Successieoorlog (1628 – 1631) valt een deel van Monferrato aan Savoye
- 1708 : Savoye annexeert de rest van Monferrato; Monferrato houdt op te bestaan als soevereine staat

## Bekende personen uit Monferrato
- Vittorio Alfieri (1749 – 1803), dichter, geboren te Asti
- Umberto Eco (1932 – 2016), schrijver, geboren te Alessandria
- Paolo Conte (1937 – ), zanger, geboren te Asti